# Ullisses Campbell
Ullisses Campbell (Belém, 1975) é um jornalista, escritor e roteirista brasileiro. Foi vencedor do Prêmio Esso e é autor de livros biográficos sobre Suzane von Richthofen, Elize Matsunaga, Flordelis e Maníaco do Parque, envolvidos em casos criminais notórios. Em 2025, lançou a antologia Tremembé, o presídio dos horrores. É um dos roteiristas da série Tremembé, da Prime Video. 

## Biografia e carreira
Nascido em Belém, escreveu para os jornais paraenses A Província do Pará e O Liberal. Também escreveu para o Correio Braziliense e Folha de S. Paulo. Pela Editora Abril, atuou na Veja e Superinteressante. Foi repórter da revista Época. Atualmente tem uma coluna de True Crime no jornal O Globo.
Pelo jornal A Província do Pará, Ullisses venceu o Prêmio Esso de 1995 pela reportagem O Submundo da Prostituição. Em 1996, ganhou o mesmo prêmio por A Máfia da Terra. Voltou a vencer em 1998 com Fogo no caminho das crianças de Paragominas.
Em 2000, venceu o Prêmio Embratel pela reportagem Prostituição no maior shopping da cidade, em Belém.
Em 2003, foi diplomado jornalista Amigo da Criança pela Andi (Agência de Notícias dos Direitos da Infância) e Unicef.
Na época em que escrevia para a Veja Brasília, em 2015, Ullisses Campbell foi alvo de um boletim de ocorrência feito por parentes do então ex-presidente Luiz Inácio Lula da Silva. O jornalista teria usado nomes falsos para entrar em contato com familiares de Frei Chico, irmão do político, para ter acesso ao condomínio em que ele mora, em São Paulo. Na época, Campbell tentava obter informações sobre uma festa infantil de um sobrinho-neto de Lula no Bufê Aeropark, no Distrito Federal. Uma nota publicada na revista afirmava que o evento reuniria 180 crianças e distribuiria iPads com uma mensagem gravada pelo jogador Léo Moura e que a família teria gasto R$ 220 mil pela festa. O Instituto Lula desmentiu a nota e disse que Lula não tinha sobrinho morando na capital federal. Após 13 dias, a Veja Brasília admitiu ter errado na publicação da nota.
A partir de 2020, passou a lançar livros biográficos sobre criminosas notórias. O primeiro a ser lançado abordava a biografia de Suzane von Richthofen, condenada pela morte dos pais. Um ano antes, em 2019, Suzane tentou proibir o lançamento do livro, inicialmente chamado de Suzane - Crime e Punição. O Tribunal da Justiça de São Paulo indeferiu o pedido.
Ullisses Campbell levou três anos para escrever por completo Suzane - Assassina e Manipuladora, lançado em 2020 pela Editora Matrix. A publicação apareceu entre os mais vendidos de não-ficção pela Veja, Folha de S. Paulo e Publishnews. O livro teve como base depoimentos dados à Justiça, inquéritos policiais e entrevistas, incluindo conversas com os irmãos Cristian e Daniel Cravinhos, também envolvidos no caso.
Em 2021, lançou Elize - A Mulher que Esquartejou o Marido, sobre a história da mulher que matou o empresário Marcos Kitano Matsunaga. Ullisses não conversou com Elize, que tinha um contrato de exclusividade com a Netflix por causa do documentário Elize Matsunaga: Era Uma Vez um Crime. Entretanto, o jornalista procurou dar detalhes não explorados pela produção.
Os dois primeiros livros tornaram-se sucesso de vendas. Até outubro de 2021, Suzane - Assassina e Manipuladora  já havia vendido 30 mil cópias, enquanto que Elize - A Mulher que Esquartejou o Marido passou de 10 mil exemplares comercializados.
Em 2022, encerrou a trilogia Mulheres Assassinas com o livro Flordelis - A Pastora do Diabo, sobre a política, pastora e cantora gospel Flordelis, condenada pela morte do marido, Anderson do Carmo.
Em 2023, lançou o box Mulheres Assassinas
Em 2024, lançou a biografia de Francisco de Assis Pereira, o Maníaco do Parque.
Em setembro de 2025, publicou a antologia Tremembé - o presídio dos famosos, contando a rotina do maior complexo penitenciário de São Paulo.